# Fréjus (ciclismo)
La Fréjus fu una squadra italiana di ciclismo su strada, fondata nel 1935 e attiva fino al 1956, patrocinata dall'azienda torinese di telai Fréjus.

## Storia
Nella sua storia oltre che ventennale la Fréjus ha avuto nelle proprie file ciclisti del calibro di Gino Bartali, Ferdi Kübler, Giovanni Valetti, Angelo Conterno, Cino Cinelli e Olimpio Bizzi. Tra i principali successi conseguiti dalla squadra vi sono le due vittorie finali al Giro d'Italia con Valetti, nel 1938 e 1939, e numerose vittorie di tappa, 23. Inoltre, sempre con Valetti, la Fréjus si aggiudicò un Giro di Svizzera, nel 1938.
Tra le altre affermazioni delle bici Fréjus vi sono, prima della costituzione di una squadra, quelle al Giro di Toscana e alla Milano-Torino 1934 (con Mario Cipriani); a esse si aggiungono il Giro di Toscana 1935 (Cipriani), 3 tappe e la generale della Vuelta al País Vasco 1935 (con Gino Bartali), il Giro del Lazio 1935 (Martano), il Giro di Toscana 1937 (Bizzi), la Tre Valli Varesine 1937 (Bizzi), la Tre Valli Varesine 1939 (Bizzi), la Freccia Vallone 1951 (Kübler), il Giro dell'Appennino 1953 (Conterno), la Milano-Torino 1954 (Agostino Coletto) e il Giro del Lazio 1954 (Conterno).
Quando venne dismessa, a fine 1956, nacque l'Asborno-Fréjus, squadra che rimase attiva per due anni.

## Cronistoria

### Annuario
| Anno | Codice | Nome   | Cat. | Biciclette | Dirigenza |
| ---- | ------ | ------ | ---- | ---------- | --------- |
| 1935 | -      | Fréjus | Pro  | Fréjus     |           |
| 1936 | -      | Fréjus | Pro  | Fréjus     |           |
| 1937 | -      | Fréjus | Pro  | Fréjus     |           |
| 1938 | -      | Fréjus | Pro  | Fréjus     |           |
| 1939 | -      | Fréjus | Pro  | Fréjus     |           |

| Anno | Codice | Nome           | Cat. | Biciclette | Dirigenza |
| ---- | ------ | -------------- | ---- | ---------- | --------- |
| 1949 | -      | Fréjus-Pirelli | Pro  | Fréjus     |           |
| 1950 | -      | Fréjus-Superga | Pro  | Fréjus     |           |
| 1951 | -      | Fréjus-Ursus   | Pro  | Fréjus     |           |
| 1952 | -      | Fréjus         | Pro  | Fréjus     |           |
| 1953 | -      | Fréjus         | Pro  | Fréjus     |           |
| 1954 | -      | Fréjus         | Pro  | Fréjus     |           |
| 1955 | -      | Fréjus         | Pro  | Fréjus     |           |
| 1956 | -      | Fréjus-Superga | Pro  | Fréjus     |           |

## Palmarès

### Grandi Giri
- Giro d'Italia

Partecipazioni: 13 (1935, 1936, 1937, 1938, 1939, 1949, 1950, 1951, 1952, 1953, 1954, 1955, 1956) 
Vittorie di tappa: 23
1935: 2 (Gino Bartali, Antonio Folco)
1936: 1 (Olimpio Bizzi)
1937: 4 (2 Olimpio Bizzi, Giovanni Valetti, Walter Generati)
1938: 7 (3 Giovanni Valetti, 2 Cino Cinelli, 2 Olimpio Bizzi)
1939: 6 (2 Valetti, 2 Bizzi, Cinelli, Magni)
1952: 1 (Angelo Conterno)
1954: 1 (Angelo Conterno)
1955: 1 (Guido Messina)
Vittorie finali: 2
1938 (Giovanni Valetti)
1939 (Giovanni Valetti)
Altre classifiche: 6
1935: Scalatori (Gino Bartali), Squadre
1937: Squadre
1938: Scalatori (Giovanni Valetti)
1939: Squadre
1950: Squadre
- Tour de France

Partecipazioni: 0
- Vuelta a España

Partecipazioni: 0